# José Luis Peiró Reig
José Luis Peiró Reig (Alfahuir 1967) es un trombonista compositor, profesor y director de Bandas de Música

## Biografía
José Luis Peiró inicia sus estudios musicales a los 14 años como trombonista, formando parte de la Rotovense Musical de Rótova (Valencia). Más tarde ingresa en el conservatorio de Música de Gandía, con el profesor Hermenegildo Amorós.
A los 18 años se traslada a Burgos, formando parte de la Música del Gobierno Militar de dicha ciudad, donde ejerce como músico profesional.
Amplía sus estudios con el profesor Alejandro Galán Boix (trombón solista de la Sinfónica de Madrid), obteniendo el título de grado elemental en el Conservatorio Superior de Música de Madrid siguiendo los mismos en el centro homólogo de Burgos, siendo componente de la orquesta de dicho conservatorio como trombón solista.
En 1992 obtiene el título de profesor de trombón y en julio de 1993, gana por oposición la plaza de Suboficial músico del Cuerpo de Músicas Militares de las Fuerzas Armadas, con la especialidad en este instrumento, siendo destinado a Música del Cuartel General de la Zona Militar de Canarias en Santa Cruz de Tenerife.
Ha realizado diferentes cursos de dirección de Banda y orquesta con prestigiosos directores como José Rafael Pascual Vilaplana, Jan Cobert, Michele Carulli, Henrie Adams, Crescencio Díaz De Felipe. Ampliando el repertorio bandístico tanto en la música clásica como en la contemporánea.
Ha dirigido las bandas, Unión Musical Aída de San Andrés, La Asociación Músico Cultural Ernesto Beteta de Santa Úrsula, La Agrupación Cultural San Sebastián de Tejina y la Unión Musical Crearte de Tejina. En el ciclo 2005-2006 estuvo al frente de la Banda Sinfónica de la Federación Tinerfeña de Bandas de Música.

## Composición
En el campo de la composición, es autor de numerosas marchas procesionales, pasodobles,  himnos y obras sinfónicas.
De su producción destacan sus marchas procesionales, como San Bartolomé (1997) Cristo de la Fe (1998) , Cristo de los Olivos, Jesús Nazareno (1999), Al Amigo Entrañable (2006) , Cristo de la Dulce Muerte (2004) ,  Expiración (2001)  y Nazareno, Señor de Los Realejos, estrenada en marzo de 2013. Y Segovia , pasión centenaria (2019)
Es miembro de la SGAE (Sociedad General de Autores y Editores Españoles).
Otras marchas son: Cavallers Templaris,  La Torre Mora de Moixent, Pepa la Ferrera y pasodobles como Las Candelas o  Contrabandistes de Ròtova También ha compuesto el Himno a los Radioaficionados Españoles, estrenado en Orense en 1999.

## Premios
En enero de 1999 obtuvo el Primer Premio de composición de La Guancha, (Tenerife) con el himno 75 Aniversario, dedicado a la Banda de Música de dicho municipio.
En julio de 2009 gana el Primer Premio en el Certamen Nacional de Bandas de Música de Dosbarrios (Toledo) con La Agrupación Cultural San Sebastián de Tejina.
En marzo de 2017 gana el Primer Premio del IV Concurso Nacional de Composición de Marchas de Procesión José Berenguel Escámez de Almería.
En noviembre de 2020 es galardonado con el Primer Premio en el XIII Concurso Gallego de Composición, con la obra La Catedral, inspirada en la catedral de Santiago de Compostela.
También obtuvo el Segundo Premio y el Premio del Público en el Concurso de Composición de Pasodobles de la Escuela de Música de Antas de Ulla (Lugo), el Primer Premio y Mención de Honor con la obra La Torre Mora, el Primer Premio con la obra Cotalba en el I Concurso Internacional de Composición Emili Giménez Bou (2023) organizado por la Ateneo Musical de Cullera y el Tercer Premio en el concurso de Internacional de Composición de Marchas Procesionales de Toro.
En 2018 fue homenajeado por Crearte Unión Musical con un pasodoble  de concierto, que lleva su nombre, compuesto por Ferrer Ferran.
Su obra La Sombra  del Peregrino ha sido seleccionada obra obligada en el Certamen Internacional de Bandas de Música Villa de Aranda del Duero 2024.